# توموكو ياماغوتشي
توموكو ياماغوتشي (باليابانية: 山口智子) هي ممثلة يابانية، ولدت في 20 أكتوبر 1964 بتوتشيغي في اليابان.

## أعمال

### أفلام
- فراشة خطافية الذيل (1996)
- (2008) بونيو[3]

## وصلات خارجية
- توموكو ياماغوتشي على موقع IMDb (الإنجليزية)
- توموكو ياماغوتشي على موقع ميوزك برينز (الإنجليزية)
- توموكو ياماغوتشي على موقع أول موفي (الإنجليزية)
- توموكو ياماغوتشي على موقع قاعدة بيانات الأفلام السويدية (السويدية)
- توموكو ياماغوتشي على موقع قاعدة بيانات الفيلم (الإنجليزية)